# Misumenops

Misumenops é um gênero de aranhas-caranguejo com mais de 50 espécies descritas.
A maioria das espécies de Misumenops, mais de 80, foram transferidas para 13 gêneros: Ansiea, Demogenes, Diaea, Ebelingia, Ebrechtella, Henriksenia, Heriaeus, Mecaphesa, Micromisumenops, Misumena, Misumenoides, Misumessus e Runcinioides.

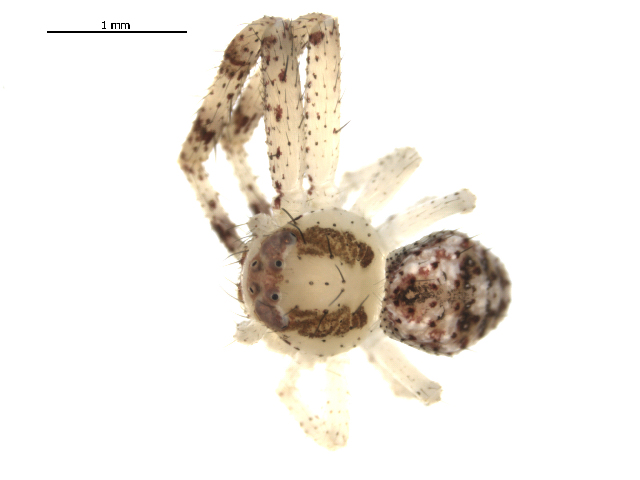
Misumenops bellulus

## Distribuição

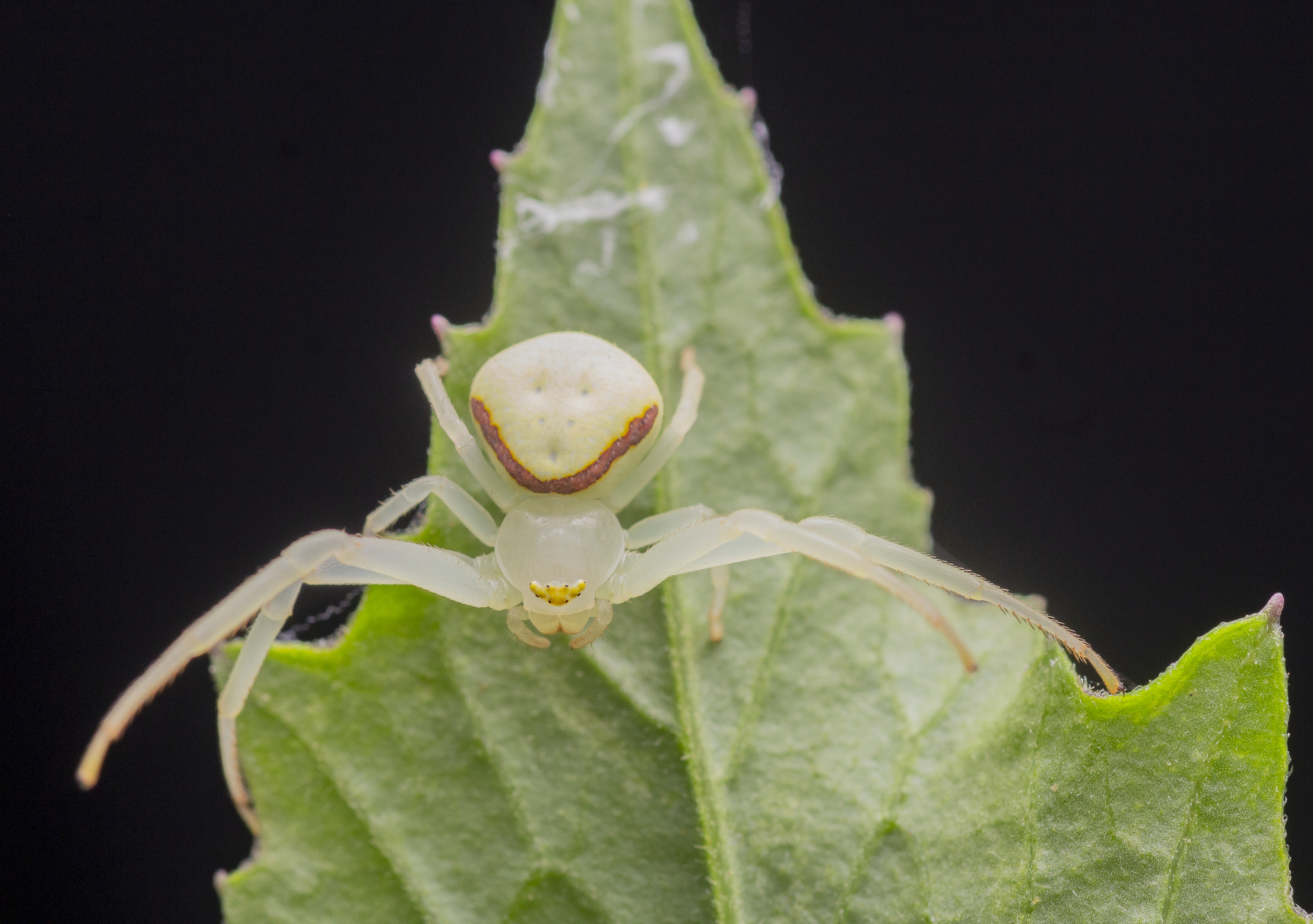
Misumenops callinurus no Brasil

A maioria das espécies deste gênero ocorre nas Américas, do Canadá à Argentina, com apenas algumas exceções:
- Dezesseis espécies são encontradas no Havaí, uma (M. dalmasi) nas Ilhas Marquesas, uma (M. melloloitaoi) no Taiti e uma (M. rapaensis) na Ilha Rapa.
- Duas espécies (M. forcatus e M. zhangmuensis) ocorrem na China, M. armatus na Ásia Central, M. turanicus no Uzbequistão, M. khandalaensis na Índia e M. morrisi nas Filipinas.
- M. rubrodecoratus ocorre na África. Já a M. decolor ocorre apenas na Etiópia .

## Nome
O nome do gênero é derivado do gênero relacionado de aranhas-caranguejeiras Misumena e da terminação grega ops "parece". Essa terminação é frequentemente usada para denotar gêneros intimamente relacionados ou de aparência semelhante.[carece de fontes?]

## Espécies
Desde outubro de  2023, o World Spider Catalog aceita as seguintes espécies:
- Misumenops anachoretus (Holmberg, 1876) – Argentina
- Misumenops armatus Spassky, 1952 – Azerbaijão, Cazaquistão, Tajiquistão
- Misumenops bellulus (Banks, 1896) – Estados Unidos, Cuba, Jamaica, Ilhas Virgens, Dominica
- Misumenops biannulipes (Mello-Leitão, 1929) – Brasil
- Misumenops bivittatus (Keyserling, 1880) – Brasil, Uruguai
- Misumenops callinurus Mello-Leitão, 1929 – Brasil
- Misumenops candidoi (Caporiacco, 1948) – Guiana
- Misumenops carneus Mello-Leitão, 1944 – Argentina
- Misumenops conspersus (Keyserling, 1880) – Peru
- Misumenops consuetus (Banks, 1898) – México
- Misumenops croceus (Keyserling, 1880) – Colômbia ao Paraguai
- Misumenops cruentatus (Walckenaer, 1837) – USA
- Misumenops curadoi Soares, 1943 – Brasil
- Misumenops decolor (Kulczyński, 1901) – Etiópia
- Misumenops delmasi Berland, 1927 – Ilhas Marquesas
- Misumenops fluminensis Mello-Leitão, 1929 – Brasil
- Misumenops forcatus Song & Chai, 1990 – China
- Misumenops gibbosus (Blackwall, 1862) – Brasil
- Misumenops gracilis (Keyserling, 1880) – México
- Misumenops guianensis (Taczanowski, 1872) – Venezuela, Brasil, Guiana Francesa, Paraguai
- Misumenops haemorrhous Mello-Leitão, 1949 – Brasil
- Misumenops hunanensis Yin, Peng & Kim, 2000 – China
- Misumenops ignobilis (Badcock, 1932) – Paraguai, Argentina
- Misumenops khandalaensis Tikader, 1965 – Índia
- Misumenops lacticeps (Mello-Leitão, 1944) – Argentina
- Misumenops lenis (Keyserling, 1880) – Brasil
- Misumenops longispinosus (Mello-Leitão, 1949) – Brasil
- Misumenops maculissparsus (Keyserling, 1891) (espécie-tipo) – Brasil, Argentina
- Misumenops melloleitaoi Berland, 1942 – Polinésia Francesa (Ilhas da Sociedade: Taiti, Moorea)
- Misumenops mexicanus (Keyserling, 1880) – México
- Misumenops morrisi Barrion & Litsinger, 1995 – Filipinas
- Misumenops ocellatus (Tullgren, 1905) – Bolívia, Argentina
- Misumenops octoguttatus Mello-Leitão, 1941 – Argentina
- Misumenops pallens (Keyserling, 1880) – Guatemala até a Argentina
- Misumenops pallidus (Keyserling, 1880) – Colômbia até a Argentina
- Misumenops pascalis (O. Pickard-Cambridge, 1891) – Panamá
- Misumenops punctatus (Keyserling, 1880) – Peru
- Misumenops rapaensis Berland, 1934 – Ilhas Austrais (Rapa)
- Misumenops robustus Simon, 1929 – Venezuela, Peru, Brasil
- Misumenops roseofuscus Mello-Leitão, 1944 – Argentina
- Misumenops rubrodecoratus Millot, 1942 – África Subsaariana
- Misumenops schiapelliae Mello-Leitão, 1944 – Argentina
- Misumenops silvarum Mello-Leitão, 1929 – Brasil
- Misumenops spinifer (Piza, 1937) – Brasil
- Misumenops spinitarsis Mello-Leitão, 1932 – Brasil
- Misumenops spinulosissimus (Berland, 1936) – Ilhas de Cabo Verde
- Misumenops splendens (Keyserling, 1880) – México
- Misumenops temibilis (Holmberg, 1876) – Chile, Argentina
- Misumenops temihana Garb, 2007 – Polinésia Francesa (Arquipélago da Sociedade)
- Misumenops turanicus Charitonov, 1946 – Uzbequistão
- Misumenops variegatus (Keyserling, 1880) – Peru
- Misumenops varius (Keyserling, 1880) – Colômbia
- Misumenops zeugma Mello-Leitão, 1929 – Brasil
- Misumenops zhangmuensis (Hu & Li, 1987) – China